# Louise Lavabre

a Compétitions nationales et continentales officielles uniquement.

b Matchs officiels uniquement.
Dernière mise à jour le 15 juin 2023.
Louise Lavabre, née le 18 mars 2002, est une joueuse française de rugby à XV évoluant au poste d'ailière ou de centre. Elle joue au Stade bordelais, club avec lequel elle est triple championne de France (2023, 2024 et 2025).

## Biographie
Louise Lavabre naît le 18 mars 2002. Elle commence le rugby à l’US Bazas dès 2007 et y joue pendant dix ans avant d'intégrer l'équipe du Stade bordelais en 2017. 
En rugby à sept, elle est sélectionnée dans le groupe France pour le tournoi international Howard Hinton d'octobre 2021.   
À XV, elle porte le maillot de l’équipe de France des moins de 20 ans en mars 2022. Elle joue les matchs aller et retour contre l’Angleterre au poste de centre et inscrit un essai dans chaque rencontre.  
Avec les Lionnes du Stade bordelais, elle remporte le Championnat de France Élite 1 2022-2023. Elle est notamment titulaire au poste d'ailier dans plusieurs matchs de la phase qualificative et pour le quart de finale remporté face à l'AC Bobigny 93. 
En 2024 elle contribue à la défense du titre par le Stade bordelais après avoir participé à onze des treize rencontres du championnat 2023-2024, dont les trois matchs de la phase finale,. 
Le 31 mai 2025 elle remporte pour la troisième fois consécutive le Championnat de France avec les Lionnes du Stade bordelais. 

## Activités extra sportives
En 2022, elle étudie à l'université de Bordeaux en première année de STAPS.

## Palmarès

### À XV
- Vainqueur du Championnat de France en 2023, 2024 et 2025.

### À sept
- Championne d'Europe -18